# Изабелла (графиня Невшателя)

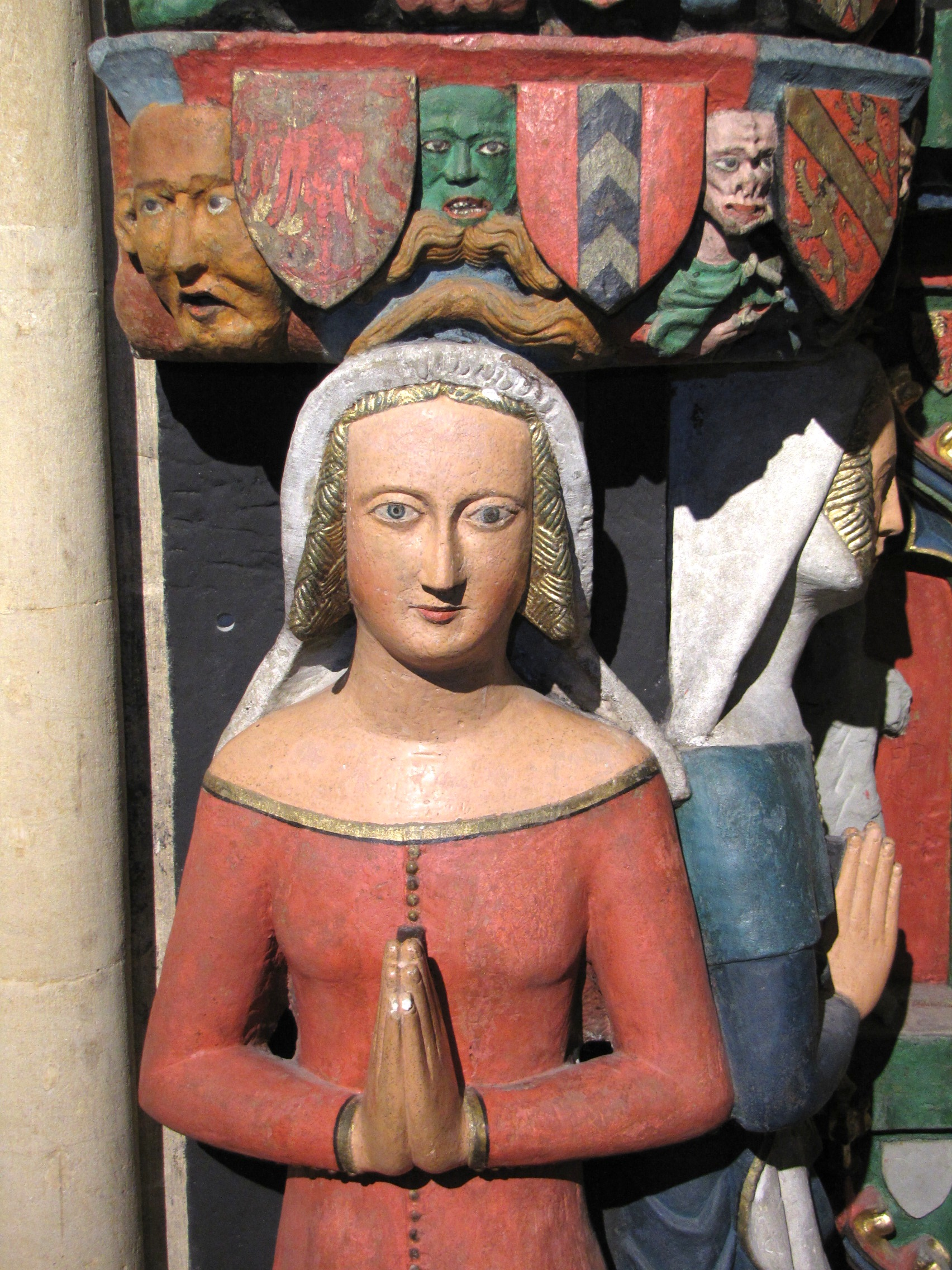
Дочь Людовика I Невшательского, возможно — Изабелла

Графство Невшатель (Нойенбург) на карте Швейцарии (слева)

Изабелла (фр. Isabelle de Neuchâtel; ок. 1335 — 25 декабря 1395) — графиня Невшателя с 1373 года, графиня Нидо (до 1370 года, по правам мужа) и Серлье (с 1370 года), сеньора Верселя, Генца, Дандана и т. д.
Дочь Людовика I Невшательского и Жанны де Монфокон.

## Биография
Наследовала отцу в 1373 году. Сначала делила власть в Невшателе с сестрой — Варенной, но вскоре получила от безансонского архиепископа инвеституру на графство и стала править единолично. Варенне она передала сеньорию Ландерон, возведённую в статус баронии, и земли в Бургундии.
В 1375 году передала баронию Вомаркю Жирару — незаконнорожденному сыну своего брата Жана.
В 1377 году продала Амедею VI Савойскому графство Серлье (сохранив за собой титул).
В 1377 году при поддержке местных жителей изгнала из замка Будри свою мачеху Маргариту де Вуфлан. По решению герцога Бургундии Филиппа II Будри в 1379 году был признан владением Изабеллы.

## Семья
Изабелла была замужем за графом Родольфом IV де Нидо (ум. 1370). Детей в этом браке не было, и она завещала все свои владения племяннику — Конраду IV Фрибургскому (сыну Варенны).